# Meulona parva
Meulona parva är en insektsart som beskrevs av Zia 1935. Meulona parva ingår i släktet Meulona och familjen Flatidae. Inga underarter finns listade i Catalogue of Life.